# Woodcraft Indians
Woodcraft Indians, aussi appelé Woodcraft League of America, est mouvement américain de pédagogie par la nature fondé en 1901 et disparu dans les années 1950. Il a inspiré le scoutisme.

## Histoire
La Ligue du Woodcraft Indians est fondée en 1902 par Ernest Thompson Seton (1860-1946), naturaliste et artiste, auteur qui a notamment écrit un plaidoyer en faveur du loup et autres animaux sauvages pour faire évoluer les mentalités. Avec Woodcraft Indians, des camps d'été sont organisés pour initier les enfants au mode de vie amérindien : costumes, tipis, surnoms totémiques, langues des signes mais surtout une idéologie avec une initiation naturaliste et une sensibilisation à l'amour et protection de la nature.
En effet, Seton est convaincu que le mode de vie amérindien est moralement supérieur à celui des Blancs :
- - le lien avec la nature est maintenu, duquel découle équilibre et richesses ;
- - la propriété n'existe pas (cette dernière étant source de nombreux maux, pour lui) ;
- - la solidarité entre les membres de la tribu.

Ernest Thompson Seton entre en conflit durant la Première guerre mondiale avec Robert Baden-Powell, fondateur du scoutisme, sur la question du pacifisme. Seton sera exclus des Boy Scouts of America. Le mouvement Woodcraft perdure jusqu'aux années 1950 avant de disparaître,.
« Le Woodcraft possède plusieurs dimensions originales qui ont inspiré le scoutisme et qui entraînent finalement sa rupture avec lui ; notamment en cultivant l'idéal du pacifisme et l'éloge de la fraternité internationale ainsi qu'un rapport à la nature inspiré de la tradition amérindienne, étant vue comme une voie royale pour comprendre la nature et s'y sentir à sa place. » Valérie Chansigaud dans son livre Enfant et Nature.